# Großengottern
Großengottern település Németországban, azon belül Türingiában. Lakosainak száma 2286 fő (2017. december 31.).

## Népesség
A település népességének változása:

| 2017 | 2 286 |